# Roca dels Corbs (Collbató)
La Roca dels Corbs és una muntanya de 436 metres que es troba al municipi de Collbató, a la comarca del Baix Llobregat.